# Jaala
Jaala è stato un comune di 1 901 abitanti della Finlandia meridionale, situato nella regione del Kymenlaakso. Il comune è stato soppresso nel 2009 ed è ora compreso nel comune di Kouvola.